# Championnat Fédéral Nationale 2
La Nationale 2 (conocida como  Championnat de France de rugby à XV de Nationale 2 por su nombre en francés) es la cuarta categoría de clubes de rugby de Francia.

## Historia
Al igual que el campeonato Nationale 1 creado en 2020, la Federación y la Liga acordaron la creación de esta nueva división, la Nationale 2, en 2022.
La primera temporada, los clubes participantes son los dos clubes descendidos de la Championnat Fédéral Nationale de la temporada 2021-22, así como 22 clubes de la Fédérale 1 de la misma temporada, en teoría los 14 clubes clasificados para la fase final y los no finalistas, así como los 8 clubes ganadores. de los play-offs de ascenso; algunos equipos rechazaron voluntariamente el ascenso, por lo que otros dos clubes fueron  seleccionados como sustitutos según su clasificación nacional.

## Formato
La temporada se desarrolla en dos grupos de doce clubes, con dos ascensos a Nationale 1 y cuatro descensos a Federal 1 al final del campeonato.
Los dos primeros de cada grupo, es decir, 4 equipos, se clasifican directamente para los cuartos de final, mientras que los clubes clasificados del 3 al 6 lugar de cada grupo disputan partidos de play-off, en el campo de los mejores clasificados, para unirse. Los cuartos y semifinales se juegan de ida y vuelta, mientras que la final se disputa en terreno neutral para otorgar el título de campeón de Francia.
Durante la primera edición, los dos finalistas ascienden a Nationale 1 la temporada siguiente si cumplen con las condiciones para el ascenso. Si uno de los clubes finalistas no los llena, sólo queda un ascenso y, por tanto, un solo descenso de la Nationale 1. A partir de la temporada 2023-2024, el finalista ya no asciende automáticamente, sino que debe jugar un play-off de acceso contra el 13 de la Nationale 1.
Los dos últimos clubes de cada grupo, el 11 y 12, descienden a Fédérale 1.

## Campeonatos
| Edición | Temporada | Campeón          | Subcampeón          |              |
| ------- | --------- | ---------------- | ------------------- | ------------ |
| I       | 2022-23   | CA Périgueux     | CS Vienne           |              |
| II      | 2023-24   | Stade Langonnais | Olympique Marcquois |              |
| III     | 2024-25   | Rennes EC        | Niort RC            |              |
| IV      | 2025-26   | A disputarse     | A disputarse        | A disputarse |